# Nová Ves (okres Třebíč)
Obec Nová Ves (německy Neudorf) se nachází v okrese Třebíč v Kraji Vysočina. Leží asi 5 km severozápadně od Třebíče. Žije zde 260 obyvatel.
K obci patří též osada Podhájí. Sousedními obcemi sídla jsou Číhalín, Třebíč, Přibyslavice a Petrovice.

## Geografie
Ze západu na východ přes území obce prochází silnice z Přibyslavic do Třebíče, ze zastavěného území obce vede účelová silnice na jih do Petrovic a k Rezkově mlýnu, severně pak vede užitková silnice k ranči Vápenka a východně pak vede užitková silnice a polní cesta do Račerovic. 
Většina území obce je využívána zemědělsky, severní část území na severním svahu nepojmenovaného kopce je zalesněná, i na dalších svazích kopce se nachází ojedinělé remízky nebo lesní plochy či meze. Ty se ostatně nachází i severně a východně od zastavěného území obce. Na západním okraji území obce na severním svahu údolí Jihlavy se také nachází zalesněná oblast. Severně od zastavěného území obce se nachází areál Vápenka, kde sídlí jezdecký klun a jsou ustájené koně. Na jižním okraji zastavěného území obce se nachází někdejší areál JZD. Na západním okraji území obce u silnice je velký průmyslový areál společností ALFA IN a Mann+Hummel. 
Asi 1 km severně od hranic území obce pramení Číhalínský potok, ten pak tvoří západní hranici obce, protéká přes rybník Hluboček, který se nachází na hranici obce, dále teče jižně a na jihozápadním okraji území obce ústí do řeky Jihlavy. Jihlava tvoří jižní část hranice obce, do Jihlavy se pak na východním okraji území obce vlévá nepojmenovaný potok, na jehož toku se nachází rybník Žlíbek. Severně od zastavěného území obce se nachází někdejší zatopený lom Vápenka. Uprostřed zastavěného území obce se nachází dva rybníky, ze kterých vytéká nepojmenovaný potok, který následně teče jižně a u hranic území obce se vlévá do Jihlavy.
Území obce je poměrně kopcovité, jeho nadmořská výška se pohybuje od 547 metrů nad mořem (nepojmenovaný potok na severní hranici území obce) do cca 400 metrů v údolí Jihlavy. Severně od zastavěného území obce se nachází u hranice území obce nepojmenovaný kopec s kótou 547 metrů, dále jsou severně také kopce s nadmořskými výškami 516, 505 a 502 metrů nad mořem. Na západním okraji území obce se nachází kopce s kótami 497 a 461 metrů. Svah od řeky Jihlavy k vesnici a dále na sever je však velmi pozvolný, těsně za hranice území obce nad silnicí do Třebíče je však svah poměrně příkrý. 
Zastavěné území obce se nachází téměř uprostřed území obce, cca 200 metrů severně od zastavěného území obce se nachází areál Vápenka, který slouží jako jezdecký klub, pláž a restaurace. Těsně za jižní hranicí území obce u cesty do Petrovic se nachází Rezkův mlýn. Těsně za západní hranicí v údolí Číhalínského potoka se nachází chatová oblast, na západním okraji území obce se nachází několik domů v oblasti Podhájí, tam také se nachází velké průmyslové areály.

## Historie
První písemná zmínka o Nové Vsi pochází z roku 1459, kdy jako součást třebíčského panství byla zmíněna jakou součást obchodu opata Matěje. Dříve nedaleko Nové Vsi měly stát vesnice Dobrkovice, Vickov, Bezděkov nebo Hrdonice, které zanikly. Nová Ves dlouhou dobu spadala pod třebíčské panství a majetek kláštera v Třebíči. V roce 1556 nebo 1557 zakoupil město Třebíč a okolní vesnice Burian Osovský z Doubravice, roku 1567 získalo město Třebíč spolu s dalšími vesnicemi i Novou Vsí mílové právo. V roce 1885 byl vypracován projekt, kde se počítalo s tím, že by se od Nové Vsi přiváděla pitná voda do města Třebíče.
V roce 1905 byla ve vsi založena obecná škola, která byla v roce 1924 rozšířena na jednotřídku. V roce 1911 byl založen hasičský spolek a v roce 1924 pak také Sokol a Domovina.
Do roku 1849 patřila Nová Ves do třebíčského panství, od roku 1850 patřil do okresu Jihlava, pak od roku 1855 do okresu Třebíč. Mezi lety 1850 a 1867 patřila Nová Ves pod Červenou Lhotu a mezi lety 1980 a 1990 byla obec začleněna pod Přibyslavice, následně se obec osamostatnila.
| Rok            | 1869 | 1880 | 1890 | 1900 | 1910 | 1921 | 1930 | 1950 | 1961 | 1970 | 1980 | 1991 | 2001 |
| Počet obyvatel | 186  | 202  | 215  | 198  | 209  | 207  | 222  | 210  | 242  | 213  | 214  | 188  | 201  |

## Hospodářství
Na území obce sídlí výrobní závod společnosti MANN+HUMMEL Group, největšího českého výrobce filtrační techniky.

## Politika
Do roku 2014 zastával funkci starosty Jiří Hrabánek, od roku 2014 vykonává funkci starosty Leoš Durda.

### Volby do Poslanecké sněmovny
|       | 2006                | 2010                 | 2013                | 2017                | 2021                 |
| ----- | ------------------- | -------------------- | ------------------- | ------------------- | -------------------- |
| 1.    | ČSSD (46,55 %)      | ČSSD (21,18 %)       | ČSSD (27,48 %)      | ANO (30,21 %)       | SPOLU (35,38 %)      |
| 2.    | ODS (15,51 %)       | Suverenita (21,18 %) | ANO 2011 (22,9 %)   | SPD (14,38 %)       | ANO (26,92 %)        |
| 3.    | KSČM (12,06 %)      | ODS (12,71 %)        | Úsvit (12,21 %)     | KDU-ČSL (12,94 %)   | Piráti+STAN (10,0 %) |
| účast | 75,32 % (116 z 154) | 70,66 % (118 z 167)  | 75,43 % (132 z 175) | 75,96 % (139 z 183) | 71,35 % (132 z 185)  |

### Volby do krajského zastupitelstva
|      | 1.             | 2.                            | 3.                     | účast              |
| ---- | -------------- | ----------------------------- | ---------------------- | ------------------ |
| 2000 | SV (27,14 %)   | 4KOALICE (22,85 %)            | KSČM (21,42 %)         | 49,38 % (80 z 162) |
| 2004 | KSČM (20,58 %) | KDU-ČSL (19,11 %)             | SNK (19,11 %)          | 43,58 % (68 z 156) |
| 2008 | ČSSD (44,44 %) | DOHODA pro Vysočinu (14,44 %) | ODS (13,33 %)          | 53,89 % (90 z 167) |
| 2012 | ČSSD (32,5 %)  | KSČM (20 %)                   | Pro Vysočinu (13,75 %) | 55,95 % (94 z 168) |
| 2016 | ČSSD (25,51 %) | ANO 2011 (19,38 %)            | KDU-ČSL (13,26 %)      | 54,4 % (99 z 182)  |
| 2020 | ANO (19,78 %)  | ČSSD (14,28 %)                | STAN+SNK ED (13,18 %)  | 50,27 % (93 z 185) |
| 2024 | ANO (42,85 %)  | ODS+TOP 09+STO (27,27 %)      | KDU-ČSL (9,09 %)       | 40,41 % (78 z 193) |

### Prezidentské volby
V prvním kole prezidentských voleb v roce 2013 první místo obsadil Miloš Zeman (45 hlasů), druhé místo obsadil Karel Schwarzenberg (21 hlasů) a třetí místo obsadil Jan Fischer (20 hlasů). Volební účast byla 78,49 %, tj. 135 ze 172 oprávněných voličů. V druhém kole prezidentských voleb v roce 2013 první místo obsadil Miloš Zeman (77 hlasů) a druhé místo obsadil Karel Schwarzenberg (39 hlasů). Volební účast byla 67,44 %, tj. 116 ze 172 oprávněných voličů.
V prvním kole prezidentských voleb v roce 2018 první místo obsadil Miloš Zeman (62 hlasů), druhé místo obsadil Jiří Drahoš (29 hlasů) a třetí místo obsadil Michal Horáček (26 hlasů). Volební účast byla 79,56 %, tj. 144 ze 181 oprávněných voličů. V druhém kole prezidentských voleb v roce 2018 první místo obsadil Miloš Zeman (84 hlasů) a druhé místo obsadil Jiří Drahoš (67 hlasů). Volební účast byla 80,85 %, tj. 152 ze 188 oprávněných voličů.
V prvním kole prezidentských voleb v roce 2023 první místo obsadil Andrej Babiš (48 hlasů), druhé místo obsadil Petr Pavel (45 hlasů) a třetí místo obsadil Pavel Fischer (25 hlasů). Volební účast byla 84,95 %, tj. 158 ze 186 oprávněných voličů. V druhém kole prezidentských voleb v roce 2023 první místo obsadil Petr Pavel (98 hlasů) a druhé místo obsadil Andrej Babiš (56 hlasů). Volební účast byla 85,25 %, tj. 156 ze 183 oprávněných voličů.

## Zajímavosti a pamětihodnosti
- Památník obětem první světové války
- Několik křížů
- Zvonička
- Cihelna (technická památka)

## Osobnosti
- Jan Dokulil (1887–1967), učitel
- Josef Musil (1899–?), rolník, poslanec